# 伴繁清
伴 繁清 / 武田 繁清（とも しげきよ / たけだ しげきよ）は、戦国時代の武将。安芸武田氏の一族で、武田元繁の子とも弟とも、娘婿とも言われている。

## 略歴
永正14年（1517年）の有田中井手の戦いでは、武田元繁配下として出陣し、品川信定らと有田城包囲軍に加わる。しかし、突出した熊谷元直に引き続き、毛利元就によって総大将・武田元繁が又打川で討死するに及び、撤退した。その後は元繁の遺児・光和を支えて大内氏やその傘下の毛利氏と対抗する。
天文2年（1533年）、安芸武田氏と家臣であった熊谷氏が対立。光和は熊谷信直討伐を企てて、繁清は総大将として香川光景、己斐直之、山田重任、温科家行らを従え、三入高松城下へ出陣、横川表の戦いとなる。この戦いでは少数の熊谷勢が武田勢を圧倒。繁清も負傷して退却した。
天文10年（1541年）、吉田郡山城の戦いで出雲国の尼子詮久（後の尼子晴久）率いる尼子軍が敗れて撤退すると、安芸武田氏の居城・佐東銀山城から当主・武田信実が尼子方の援軍（牛尾幸清ら）と共に出雲に逃亡、実質安芸武田氏は滅亡した。佐東銀山城では武田家臣らが信重を擁立し、繁清は居城の伴城に籠るも、同年（翌年説もある）に毛利氏らの攻撃を受けて両城は落城、信重は自害（佐東銀山城の戦い）、繁清は討死した。
滅亡時に繁清の孫（信重の子息）が伴城から脱出するが、この遺児が成長して安国寺恵瓊と名乗る事となる。